# Mexican Derivatives Exchange
Die Mexican Derivatives Exchange (MexDer) (spanisch: Mercado Mexicano de Derivados) ist eine Termin- und Optionsbörse in Mexiko, die sich im selben Gebäude wie die mexikanische Börse befindet und eine Tochtergesellschaft derselben Eigentümergruppe ist.

## Geschichte
Die mexikanische Terminbörse wurde im Dezember 1998 als vollautomatischer elektronischer Handelsplatz gegründet. MexDer und seine Clearingstelle ASIGNA werden vom mexikanischen Ministerium für Eigentum und öffentliche Kredite (SCHP), der Banco de México und der Nationalen Banken- und Wertpapierkommission (CNBV) des Landes reguliert.
MexDer steigerte das Handelsvolumen seiner Kontrakte in den ersten Jahren seines Bestehens rasant und erreichte zwischen 2005 und 2006 einen Anstieg um 154 % auf 274,5 Millionen. Damit belegte die Börse in diesem Jahr Platz fünf der weltweiten Rangliste der Terminbörsen.
Seitdem ist das Volumen bei MexDer jedoch stark zurückgegangen, mit einem Rückgang von 30 % im Jahr 2009 auf 48,7 Millionen Kontrakte gegenüber 70,1 Millionen im Jahr 2008, laut FIA Magazine, Ausgabe März 2010. Bis 2018 sank das gesamte Derivatevolumen auf 8,3 Millionen Kontrakte.

## Mitgliedschaften
Sie ist Teil der:
- Sustainable Stock Exchanges Initiative[3]